# Die Schlange vom Nil
Die Schlange vom Nil ist ein US-amerikanischer Sandalenfilm aus dem Jahr 1953 über die Beziehung des römischen Feldherrn Marcus Antonius zu der ägyptischen Königin Kleopatra. Die Hauptrolle der Kleopatra spielte Rhonda Fleming, die des Antonius Raymond Burr. Regie führte William Castle.

## Handlung
Nach Julius Caesars Ermordung im Jahr 44 v. Chr. kommt es zum inner-römischen Bürgerkrieg zwischen den Republikanern und Caesarianern. Nach der Niederlage in der Schlacht von Philippi begehen die Caesarmörder Brutus und Cassius Selbstmord, wodurch die Caesarianer Marcus Antonius und Octavian die faktischen neuen Herrscher über das Römische Reich werden. In der Schlacht wird der republikanische Hauptmann Lucilius festgenommen. Antonius behandelt ihn gut und gewinnt dessen Gefolgschaft.
Antonius bestellt die ägyptische Königin Kleopatra nach Tarsus, die er verdächtigt während des Bürgerkrieges auf Seiten von Brutus und Cassius gestanden zu haben. Kleopatra gibt ein Fest und schafft es nachhaltigen betörenden Eindruck auf Antonius zu machen. Lucilius, der einst Cäsar nach Ägypten begleitet und Cäsars Romanze mit Kleopatra aus nächster Nähe miterlebt hat, glaubt, dass Kleopatra eine Frau ist, die es versteht, Männer zu betören, um ihre eigenen Ziele zu erreichen, in diesem Fall Mark Anton an ihren Wunsch zu binden, Königin von Rom zu werden und ihren Sohn von Cäsar zum Herrscher des Römischen Reiches zu machen.
Antonius und Lucilius folgen Kleopatra nach Alexandria, wo sie ein Fest nach dem anderen gibt, um Antonius an sich zu binden. Lucilius sieht die Not des einfachen Volkes, das zum Teil Kleopatra als Tyrannin betrachtet. Als Lucilius Kleopatra seine Bedenken vorträgt, versucht sie erfolglos, ihn zu verführen, um ihn auf ihre Seite zu ziehen. Als Lucilius sich ihr verweigert, lässt Kleopatra einen Mordanschlag auf ihn durchführen, der jedoch scheitert. Kleopatra überzeugt Antonius, dass der Anschlag in Wahrheit ihm galt und von Kleopatras Schwester Arsinoe in Auftrag gegeben wurde. Antonus schickt Lucilius aus, um Arsinoe gefangen zu nehmen, wobei er von Kleopatras Hauptmann Florus begleitet wird – dem Kleopatra den Auftrag erteilt, Arsinoe zu ermorden, was auch geschieht. Dabei wird Lucilius von Kleopatras Männern verwundet.
Lucilius verbleibt als Gefangener bei Kleopatra wird jedoch schließlich von Antonius freigelassen. Dieser hat erkannt, dass er in seiner Rolle als Mitglied des herrschenden Triumvirats versagt hat und Kleopatra plant, ihn zur Eroberung Roms zu benutzen, um ihn zum König und sich selbst zur Königin und Caesars Sohn zum nächsten absoluten Herrscher Roms zu machen. Antonius kann sich jedoch nicht von Kleopatra trennen. Er ermöglicht Lucilius die Flucht mit der Anweisung, nach Rom zurückzukehren und Octavius vor den Geschehnissen in Ägypten zu warnen.
Der Bürgerkrieg beginnt und Octavian dringt mit seinen Truppen schließlich bis nach Alexandria vor, wobei Lucilius in seinem Heer dient. Antonius durchbohrt sich selbst mit dem Schwert. Lucilius bringt Antonius zu Kleopatra, der in ihren Armen stirbt. Kleopatra nimmt sich das Leben durch giftigen Schlangenbiss.

## Kritiken
"Cleopatra als Pin-up-Girl und Marc Anton als Muskelprotz durchleiden ihre historische Romanze in diesem unfreiwillig komischen Kostümfilm. Die B-Produktion wurde in den stehengebliebenen Kulissen von Dieterles "Salome" (1953) lieblos heruntergedreht." – Lexikon des internationalen Films 

## Wissenswertes
- Julie Newmar tritt in einer ihrer ersten Rollen als mit Gold überzogene Tänzerin beim Fest in Tarsus auf.
- Im Film wird der Standort von Alexandria an den Nil unweit der Pyramiden von Gizeh verlegt.